# Yūma Koishi
Yūma Koishi (小石 祐馬?, Koishi Yūma; Ōtsu, 15 settembre 1993) è un ciclista su strada giapponese che corre per il JCL Team Ukyo.

## Palmarès
- 2015 (CCT p/b Champion System, due vittorie)

Campionati asiatici, Prova in linea Under-23
Campionati giapponesi, Prova a cronometro Under-23
- 2023 (JCL Team Ukyo, una vittoria)

Campionati giapponesi, Prova a cronometro

## Piazzamenti

### Classiche monumento
- Giro di Lombardia

2016: ritirato

### Competizioni mondiali
- Campionati del mondo

Richmond 2015 - Cronometro Under-23: 50º
Richmond 2015 - In linea Under-23: 122º